# Psychologie intégrale
La psychologie intégrale (ou « théorie intégrale de la conscience ») est une approche philosophique de Ken Wilber. Selon ce dernier, la psychologie est morte en tant que discipline, les approches béhavioriste, psychanalytique, humaniste, transpersonnelle sont en déclins et ne pourraient renaître que d’une approche entièrement intégrale.

## Origines de la théorie
Psychologie intégrale est une expression créée par Indra Sen (13 mai 1903 - 14 mars 1994) qui était un disciple de Sri Aurobindo qui lui-même, dans sa recherche et adepte de la philosophie indienne, cherchait à promouvoir le concept de Yoga intégral.

## La combinaison des approches
La théorie intégrale de la conscience de Ken Wilber combinerait la totalité des approches de l’esprit ou de la conscience selon un modèle qui puiserait dans les forces de chaque méthode et organisé selon le principe des quatre classes ou « quadrants » : intentionnel, comportemental, culturel et social subdivisés en plus de quarante expressions différentes. 
La méthodologie implique autant la transformation intérieure que l’approche scientifique d'observation.

## Les huit niveaux de la spirale dynamique
Wilber utilise également les principes de la spirale dynamique de Clare Graves développé par Don Beck et Christopher Cowan qui traite des « centres de gravité mémétique » de chaque individu désignés par des couleurs :
- Le V-Mème de survie/instinctif BEIGE qui serait apparu il y a 100 000 ans et dont la caractéristique serait de « faire tout ce qu'il faut pour rester en vie avant tout. On utilise l'instinct et les habitudes dans le seul but de survivre »[3].

- Le V-Mème magique/animiste VIOLET qui serait apparu il y a 50 000 ans et dont la caractéristique serait "Contenter les Esprits et préserver la chaleur du nid, la sécurité de la tribu".

- Le V-Mème impulsif/égocentrique ROUGE qui serait apparu il y a 10 000 ans et dont la caractéristique serait « Sois ce que tu es et fais ce que tu veux quoi qu'il arrive »

- Le V-Mème résolu/autoritaire BLEU qui serait apparu il y a 5000 ans et dont la caractéristique serait "La vie a un sens, une direction et un but avec des résultats prédéterminés".

- Le V-Mème stratège/entrepreneur ORANGE qui serait apparu il y a 300 ans et dont la caractéristique serait  "Agir dans son propre intérêt en jouant le jeu pour gagner"

- Le V-Mème communautaire/égalitaire VERT qui serait apparu il y a 150 ans et dont la caractéristique serait "Rechercher la paix intérieure et explorer, avec d'autres, les dimensions humanitaires de la communauté".

- Le V-Mème « intégrateur » JAUNE qui serait apparu il y a 50 ans et dont la caractéristique serait « Vivre pleinement et en toute responsabilité ce que nous sommes, et apprendre à devenir ».

- Le V-Mème dit « holistique » TURQUOISE qui serait apparu il y a 30 ans et dont la caractéristique serait « Faire l'expérience mentale et spirituelle du caractère complet de l'existence ».

Selon Wilber, les baby-boomers étaient dans le "mème vert" pendant trente ans avec en conséquence pour la société des évolutions positives comme le féminisme, la protection de l'environnement, la liberté des soins, les libertés individuelles.
Ces niveaux d'évolution de la conscience sont repris pour différencier des modèles d'organisation dans le livre de Laloux, Reinventing Organizations : Vers des communautés de travail inspirées. Il utilise toutefois la couleur opale à la place du jaune.

## L’institut Intégral
L'Integral Institute a pour objectif de rassembler des penseurs pour l’étude de la psychologie intégrale et de préparer une nouvelle société dont les membres, selon Wilber, demanderont des solutions intégrales aux problèmes contemporains : médecine intégrale, une éducation intégrale, politique intégrale, business intégral, spiritualité intégrale, écologie intégrale, un art intégral etc.
L’institut a prévu de publier une « encyclopédie de la transformation humaine » mise à jour environ chaque décennie pour créer une vue d'ensemble de cette transformation. 

## Sa théorie dans le monde universitaire
La théorie intégrale est enseignée à la John F. Kennedy University qui a mis en place le premier cursus “intégral“ diplômant. UCLA, université de californie à Los Angeles, utilise également les travaux de Wilber. Selon Roger Walsh, professeur de psychiatrie, de philosophie et d'anthropologie, Université de Californie, Irvine : « (Wilber) a déjà été comparé à Platon, Einstein, William James, Freud et Hegel... entre autres. »

## Critiques de la théorie
Selon certaines critiques[Lesquelles ?], Wilber n’apporte rien de nouveau mais se comporterait plutôt comme un gourou du New Age qui aurait fait une synthèse de différents courants de pensée afin de vendre des livres.